# 長享・延徳の乱
長享・延徳の乱（ちょうきょう・えんとくのらん）とは、室町時代後期の長享元年（1487年）と延徳3年（1491年）の2度に亘って室町幕府が行った近江守護・六角行高（後の六角高頼）に対する親征で、六角征伐とも称される。なお、1度目の出陣は近江国栗太郡鈎（まがり）（滋賀県栗東市）に在陣したため、別に鈎の陣とも称される。

## 開戦の経緯
文明9年（1477年）に応仁の乱が収束したのち、各地では守護や国人らが寺社領や公家の荘園などを押領して勢力を拡大していた。旧西軍に属していた近江守護・六角行高も荘園や奉公衆の所領を押領していた。しかし、長享元年（1487年）7月、奉公衆の一色政具の訴訟案件が幕府に持ち込まれ、これをきっかけとして他の近江の奉公衆も六角行高に対し訴訟を起こした。さらに寺社本所領押領も発覚、幕府はその威信回復を企図して六角氏討伐の兵を挙げ近江に遠征した。

## 第一次六角征伐（鈎の陣）
文明11年（1479年）11月、第9代将軍・足利義尚は判始を行ったが、先代将軍の足利義政は政務移譲を渋って対立し、文明17年（1485年）4月には奉公衆と奉行衆の諍いから、布施英基が義尚の小川御所にて奉公衆に殺害されている。そして、長享元年（1487年）9月12日、足利義尚は、管領・細川政元をはじめ、若狭守護・武田国信等の守護大名、在京奉公衆、在国奉公衆、さらには公家衆も率いて近江坂本へ出陣した。この時、義尚は奉行衆も連れており、鈎の陣は実質的に幕府の政務も担ったが、奉行衆のうち義政側近であった伊勢貞宗、飯尾元連、松田数秀等は同行を許されず政務から外された。義尚の遠征に対し、六角行高は観音寺城を放棄して撤退した。しかし、甲賀郡山間部でのゲリラ戦を展開し、戦闘は膠着状態に陥った。
翌長享2年（1488年）6月には、加賀守護・富樫政親が加賀一向一揆の激化によって領国へ帰還し、一揆勢に敗れ討たれている。さらに義尚は、本願寺や一揆勢をも討伐する意向を示すが、六角氏討伐を理由とする政元から反対されて断念する。同年、義尚は側近の結城尚豊を近江守護に任命した。
なお、義尚は諸大名に上洛を命じたが、多くの大名はこの討伐を警戒し、子息や家臣を代理として派遣した。また、越前守護の朝倉貞景は自らは本国越前に留まりながらも、一門の朝倉景冬を坂本に派兵し協調姿勢を見せたが、美濃守護の土岐成頼は嫡男の土岐政房を派遣した。なお、成頼は西軍の名目上の総大将だった足利義視・義材父子を美濃革手城に保護しており、また朝倉貞景は土岐家の実権を握る斎藤妙純の娘を正室に迎えており両者は婚姻関係にあった。
尾張守護の斯波義寛は織田敏定、織田寛広ら両織田一族等8000の大軍を率いて幕府軍に参陣したがこの際、越前を実効支配する朝倉氏が幕府軍へ参陣すると、かつての家臣と同陣することに大きな屈辱を感じた義寛は、義尚に対して朝倉氏の越前押領と自身の越前回復を訴えた（長享の訴訟）。この争論では斯波氏・朝倉氏ともに越前支配の正統性を主張して互いに譲らず、幕府としても討伐目標を前にしながらの内輪揉めは望まなかったため、斯波義寛に色良い答えが出ず、義寛は2月23日、失火を口実に陣を払った。
更に、足利義尚の側近衆である結城政胤・尚豊兄弟、大舘尚氏、二階堂政行が、奉公衆からも反発を受け、遠征はますます膠着状態に陥った。

長享3年（1489年）3月、足利義尚は体調を崩し重体となったため、近臣らは養生のため義尚を一時帰京させて、足利義視・義材親子に六角氏討伐を一時的に任せようとはかった。これに義視・義材親子は同意したが美濃から出国する直前の3月26日、足利義尚は近江鈎の陣中で死去した。4月14日、義視・義材親子は入京し、4月22日には日野富子邸（小川御所）に移った。近江では守護であった結城尚豊が出奔し、六角討伐は中断となった。

### 参加した大名
- 細川政元 - 旧東軍。第一次征討では義尚は政元とだけ相談して征討を決断したとされる（『大乗院寺社雑事記』）。
- 細川政之 - 旧東軍。阿波守護。第一次征討出陣中に病に倒れて京都に帰還、長享2年7月に34歳で急死。第二次征討では後を継いだ弟の義春が参陣した。
- 畠山政長 - 旧東軍（畠山尾州家）。管領であり、第一次征討に出陣した。
- 斯波義寛 - 旧東軍。守護代の織田敏定・織田寛広を引き連れて上洛、遠征軍の主力を担った
- 京極政経 - 旧東軍。六角氏とは、長年戦っていた。
- 富樫政親 - 旧東軍。出陣中に加賀に騒乱が起こり戻るが、加賀一向一揆に攻め込まれて自殺した。
- 武田国信 - 旧東軍。若狭守護。
- 山名政豊 - 旧西軍。自身は上洛せず、代わりに嫡男の山名俊豊が赤松氏との戦争の最中に出陣した。
- 一色義直 - 旧西軍。自身は上洛せず、代わりに嫡男の一色義秀を派遣した。
- 土岐成頼 - 旧西軍。自身は上洛せず、代わりに嫡男の土岐政房を派遣した。
- 大内政弘 - 旧西軍。自身は上洛せず、代わりに家臣の問田弘胤を派遣した。
- 朝倉貞景 - 旧西軍→旧東軍。自身は上洛せず、代わりに一族の朝倉景冬を派遣した。
- 奉公衆

## 第二次六角征伐
延徳2年（1490年）1月7日、8代将軍だった足利義政が死去、同年7月5日、伯母の日野富子の推挙により、足利義材は10代将軍に就任し、六角行高を赦免したが、同年10月、六角氏の内衆は寺社本所領の返還を拒絶した。
延徳3年（1491年）4月21日、足利義材は六角征伐近を行うことを宣言した。父の足利義視は同年1月、母の日野良子は前年10月に相次いで死去、また伯母の日野富子とは疎遠となっており、義材は京で孤立を深め奉公衆の力を必要としていたと考えられる。
この号令に対し、「大名共悉以罷上者也、不仰出躰も面々罷上云々」（大乗院寺社雑事記延徳3年11月29日条）と出陣命令を受けなかった大名までも参陣し、その軍勢は、「常徳院殿（足利義尚）御出陣ニ百倍也」（大乗院寺社雑事記延徳3年8月27日条）と云われ、また、「雲の如し、霞の如し」と評された。
延徳3年8月27日、足利義材は大軍を率いて近江大津三井寺光浄院に本陣を置き、赤松政則、武田元信を師奉行（司令官）に任じた。また、細川政元を近江守護に任じて先陣を命じ、政元の重臣安富元家は西進し、10月1日には近江の金剛寺まで達した。対する六角行高は甲賀に退去しゲリラ戦を展開した。しかし、赤松重臣の浦上則宗と斯波重臣の織田敏定の活躍により、六角一族の山内政綱が降伏、義材はこれを許さず誅伐し、功績のあった両名に直々に剣を与えた。
延徳4年（1492年）3月、安富元家が六角軍に奇襲されて金剛寺から敗走した。足利義材は赤松政則、武田元信、斯波義寛に出撃を命じ、浦上則宗、逸見弾正、織田敏定が送り込まれ、3月29日、安富元家と合流して簗瀬河原で六角勢4000人を打ち破った。義材は浦上らに感状と太刀を与えている。同年5月、義材は安富元家に替えて斯波義寛を先鋒に任じ、赤松氏、武田氏と共に甲賀に送り込んだ。さらに10月17日には自ら出陣して金剛寺に本陣を置き六角征伐を進めたため、六角軍は甲賀を捨てて伊勢に逃亡したが北畠氏の軍勢に迎え撃たれ潰走した。
足利義材は、細川政元に替えて六角虎千代（六角政堯の養子）を守護に任命して兵を引き払い、12月14日に京に凱旋した。

### 参加した大名
- 細川政元 - 旧東軍。第二次征討では出陣に消極的で、代わりに家臣の安富元家を派遣した。元家は近江守護代に任命されるが、ゲリラに苦しめられた。
- 細川義春 - 旧東軍。阿波守護。細川政之の弟。
- 畠山尚順 - 旧東軍。畠山政長の嫡男。第二次征討に出陣した。
- 斯波義寛 - 旧東軍。守護代の織田敏定・織田寛広を引き連れて上洛。遠征軍の主力を担い、朝倉氏から奪われていた越前回復を訴えた。
- 武田元信 - 旧東軍。若狭守護。遠征軍の主力を担った。
- 赤松政則 - 旧東軍。重臣の浦上則宗とともに出陣し、遠征軍の主力を担った。
- 京極政経 - 旧東軍。配下の国人衆が六角氏と同様に寺社領を横領したため、後に家督を甥・京極高清（旧西軍）に変えられた。
- 山名政豊 - 旧西軍。自身は上洛せず、代わりに嫡男の山名俊豊が出陣した。
- 一色義直 - 旧西軍。第二次征討は自ら出陣し、足利義材の代理として首実検を行った。
- 土岐成頼 - 旧西軍。第二次征討は自ら出陣した。
- 大内政弘 - 旧西軍。第二次征討は自ら出陣した。
- 奉公衆

## 遠征の影響
近江遠征により足利義材は自信を深め、畠山尾州家の畠山政長や斯波義寛を重用するようになり、細川政元、日野富子とはますます疎遠となっていった。
明応2年（1493年）2月、足利義材は畠山政長の訴えを聞き入れ、畠山総州家の畠山義豊を討つため、河内遠征を行なった。しかし、畠山義豊は細川政元、日野富子と通じており、遠征中の足利義材を廃し、第11代将軍足利義高（のち義澄）を擁立した（明応の政変）。
これにより畠山政長は戦死、足利義材は幽閉、奉公衆は解体され、幕府の権威は大きく失墜した。討伐対象だった六角行高はこの混乱に乗じて六角虎千代を追放、次いで守護に任命された山内就綱（政綱の子）との戦いも制した。
明応4年（1495年）、六角行高は足利義高より赦免を勝ち取り、更に義高の偏諱を賜り「六角高頼」と改名した。この直後に美濃国で起きた内乱にも六角高頼は介入した(船田合戦)。
明応5年（1496年）9月、足利義材寄りと見られる斎藤妙純が近江に侵攻し、京極高清と共に京極政経を破るが六角高頼はこの侵攻を食い止め、斎藤妙純は撤退中に土一揆により戦死した。
しかし、六角高頼は永正4年（1507年）の永正の錯乱、永正5年（1511年）7月の足利義材の復権など二転三転する幕府の情勢の余波を受け、第11代将軍足利義澄・第12代将軍義晴父子を庇護するなど、細川京兆家の内訌および幕府の将軍職争いに巻き込まれるようになった。
時代が下って、永禄11年（1568年）、次期将軍を称していた足利義昭が尾張・美濃国を支配していた織田信長に擁されて上洛した際、これを拒んだ当時の六角義賢・義治父子（高頼の孫・曾孫にあたる）は織田軍と戦って敗北し、観音寺城を放棄して甲賀郡へと逃れた（観音寺城の戦い）。当時の社会認識では斯波氏の家臣筋である織田氏は有力な大名とみなされておらず、六角氏側も足利義昭による「3度目の六角征伐」として認識していたと推測され、甲賀への逃亡も高頼の時と同じように幕府軍とみなされていた織田軍が撤退するのを待つ戦略であったと考えられる。しかし、第15代将軍に就任した義昭は信長による南近江支配を認めて、六角領が織田氏の領国に編入されたことは想定外の事態であり、義賢父子は再び信長と戦うものの敗北し、六角氏の近江支配は終焉を迎えることになる。

## 鈎の陣を題材とした作品
- 赤神諒『神遊の城』講談社、2018年12月。ISBN 978-4065140253。